# Tétrafluorure de silicium
Le tétrafluorure de silicium, également appelé tétrafluorosilane, est un composé du silicium à géométrie tétraédrique et de formule SiF4, il s'agit donc d'un halogénure de silicium (à l'instar du tétrachlorure de silicium de formule SiCl4).
À température et pression ambiantes, ce composé se présente sous forme d'un gaz incolore. Sa plage d'existence à l'état liquide est singulièrement étroite : entre −90 °C et −86 °C.
Ce composé inorganique a été synthétisé pour la première fois en 1812 par le chimiste anglais John Davy,, frère du célèbre physicien et chimiste Sir Humphry Davy.

## Production
Le traitement thermique de l’hexafluorosilicate de baryum (BaSiF6) à des températures supérieures à 300 °C permet de synthétiser le tétrafluorure de silicium à l'état gazeux ainsi que du fluorure de baryum (BaF2) en tant que résidu solide.

## Utilisation
En microélectronique, le tétrafluorure de silicium est utilisé :
- dans le cadre de l'implantation ionique ;
- en tant qu'agent de nettoyage[3] ;
- et, en conjonction avec le silane (SiH4), pour le dépôt de silice fluorée par PECVD[10].